# Hualien
Hualien é uma cidade sede do Condado de Hualien, Taiwan. Está localizado na costa leste do país, no Oceano Pacífico, e tem uma população de 99 458 habitantes.

## Nome
Anais do Condado de Hualien (花蓮縣志) registram que a cidade se chamava "Kilai" até o início do século XX. Este nome refere-se aos aborígenes taiwaneses sakiraya e seu assentamento no local onde hoje está a cidade moderna.
Depois que Taiwan ficou sob domínio japonês em 1895, seus governadores procuraram mudar o nome porque "Kilai" é pronunciado da mesma forma que a palavra japonesa para "desgosto" (嫌い, kirai) . O nome acabou sendo alterado para Porto Karen (花蓮港, Karenkō). Após a Segunda Guerra Mundial, a nova República da China liderada pelo Kuomintang manteve a grafia Kanji, mas encurtou o nome para apenas Karen (花蓮) , ou Hualien através da romanização chinesa.[carece de fontes?]

## Demografia
Hualien abriga 9 mil aborígenes, o que a torna a cidade com a maior população aborígine de Taiwan. A maioria dos aborígenes que residem em Hualien incluem os amis, atayals, trukus e bununs. A cidade também é a área mais densamente povoada do Condado de Hualien.